# إيفان بافون
إيفان بافون (بالإسبانية: Iván Pavón)‏ هو لاعب كرة قدم أرجنتيني في مركز الدفاع، ولد في 3 أبريل 1998 في الأرجنتين. لعب مع ديبورتيفو إسبانول.

## وصلات خارجية
- إيفان بافون على موقع Soccerway.com (الإنجليزية)